# Nelly Landry
Nelly Adamson Landry, född 28 december 1916, död 22 februari 2010, var en fransk (genom giftermål) vänsterhänt tennisspelare.
Nelly Landry var Frankrikes bästa kvinnliga tennisspelare i slutet av 1940-talet. Hon hade debuterat på den internationella tennisarenan redan 1933 och fortsatte att tävlingsspela till 1954. Hon är en av de tennisspelare som fick karriären delvis spolierad till följd av det andra världskriget, som inföll under den period hon torde ha stått på toppen av sitt kunnande. Hennes främsta säsong blev istället den 1948 då hon vann Grand Slam-turneringen Franska mästerskapen. I finalen besegrade hon den 21-åriga amerikanskan och blivande storspelaren Shirley Fry (6–2, 0–6, 6–0). Samma år vann hon också franska inomhusmästerskapen i både singel och dubbel. Sin singeltitel i Franska mästerskapen vann hon 10 år efter sin första singelfinal i turneringen, redan 1938 hade hon nått finalen och där mött landsmaninnan Simone Mathieu, den dominerande kvinnliga franska tennisspelaren under 1930-talet. Mathieu vann med 6–0, 6–3. Sin sista final spelade Landry 1949, men förlorade den mot Margaret Osborne duPont (5–7, 2–6). 
Nelly Landry nådde tillsammans med Arlette Halff dubbelfinalen i Franska mästerskapen 1938. Paret förlorade finalen mot Simone Mathieu/Billie Yorke (3–6, 3–6). 
Landry avled den 22 februari 2010.

## Grand Slam-titlar
- Franska mästerskapen
  - Singel - 1948